# Tornerò
Tornerò è il tredicesimo album di Pupo nonché il suo terzo album raccolta

## Tracce
1. Non è un addio (con Robin Beck)
2. La terra di nessuno
3. Giovanna
4. In eternità
5. Su di noi
6. L'ultimo amore (con Petra Magoni)
7. Primavera
8. Forse
9. Ritrovo te
10. Un amore grande
11. Ciao come stai
12. Firenze S. Maria Novella
13. Remake (Non è un addio)
14. Tornerò